# تطبيقات الطاقة لتقنية النانو
على مدى العقود القليلة الماضية، جرت مساعي حثيثة في مجالات العلوم والهندسة لتطوير أنواع جديدة ومحسّنة لتقنيات الطاقة التي قد تؤدي إلى القدرة على تحسين الحياة في جميع أنحاء العالم. من أجل تحقيق القفزة التالية إلى الأمام من الجيل الحالي من التقنيات، عمل العلماء والمهندسون على تطوير  تطبيقات الطاقة لتقنية النانو . تقنية النانو هي حقل جديد في العلوم، وهي أي تقنية تحوي مكونات أصغر من 100 نانومتر. ولإيضاح المقياس، يبلغ عرض جزيء واحد من الفيروس حوالي 100 نانومتر.
ُيعد التصنيع النانوي إحدى الحقول الفرعية الهامة من تقنية النانو المرتبطة بالطاقة. وهو عملية تصميم وتصنيع أجهزة حسب المقياس النانوي. حيث يساعد تصنيع أجهزة أصغر من 100 نانومتر على إيجاد وتطوير طرق جديدة للحصول على الطاقة وتخزينها ونقلها، مما يقدم للعلماء وللمهندسين مستوى جيد من التحكم يؤهلهم لحل العديد من المشكلات المتعلّقة بالجيل الحالي من تقنيات الطاقة التي يواجهها العالم اليوم.
وقد بدأ العاملون في حقول العلوم والهندسة العمل على تطوير طرق لاستخدام التقانة النانوية في تطوير منتجات استهلاكية. ومن مزايا تصميم تلك المنتجات زيادة فعالية الإنارة والتدفئة، زيادة سعة التخزين الكهربائية، وانقاص التلوث الناجم عن استخدام الطاقة. مما أعطى استثمار رأس المال في بحث وتطوير التقانة النانوية أولوية كبرى.
في الآونة الأخيرة، التي أنشئت سابقا والشركات الجديدة كليا مثل BetaBatt ، وشركة مواد Oxane تركز على المواد متناهية الصغر باعتبارها وسيلة لتطوير وتحسين بناء أساليب قديمة لنقل، والتقاط وتخزين الطاقة من أجل تطوير المنتجات الاستهلاكية.
ConsERV ، وهو منتج وضعتها مؤسسة تحليلية دعيس، يستخدم الأغشية البوليمر النانوية لزيادة كفاءة أنظمة التدفئة والتبريد وثبت بالفعل أن يكون تصميم المربحة. تم تكوين غشاء البوليمر خصيصا لهذا التطبيق من قبل الهندسة انتقائي حجم المسام في الغشاء لمنع الهواء من المرور، في الوقت الذي تسمح رطوبة بالمرور عبر الغشاء. ويمكن تصميم الأغشية البوليمرات السماح بشكل انتقائي جزيئات حجم وشكل واحد بالمرور بينما منع آخرون من أبعاد مختلفة. وهذا يجعل لأداة قوية يمكن استخدامها في المنتجات الاستهلاكية من حماية الأسلحة البيولوجية لفصل المواد الكيميائية الصناعية.
دعت شركة تتخذ من نيويورك مقرا NanoWorks التطبيقية، وشركة وقد تم تطوير المنتجات الاستهلاكية التي تستخدم تكنولوجيا الصمام لتوليد الضوء. الثنائيات التي تشع ضوءا أو المصابيح، لا تستخدم إلا حوالي 10 ٪ من الطاقة المتوهجة أن نموذجي أو يستخدم مصباح الفلورسنت وعادة ما تستمر لفترة أطول، مما يجعلها بديلا مجديا لمصابيح الإضاءة التقليدية. بينما المصابيح كانت موجودة منذ عقود، وهذه الشركة وغيرها مثل ذلك تم تطوير نوع خاص من الصمام يسمى الصمام الأبيض. المصابيح البيضاء تتكون من طبقات إجراء شبه العضوية التي ليست سوى حوالي 100 نانومتر في مسافة من بعضهما البعض وتوضع بين قطبين، الذي خلق أنود والكاثود و. عند تطبيق الجهد على النظام، يتم إنشاء ضوء الكهرباء عندما يمر عبر طبقتين العضوية. هذا هو electroluminescence يسمى. خصائص أشباه الموصلات من طبقات العضوية هي ما يسمح لكمية ضئيلة من الطاقة اللازمة لتوليد الضوء. في المصابيح الكهربائية التقليدية، يتم استخدام خيوط معدنية لتوليد ضوء عند تشغيل الكهرباء من خلال خيوط. باستخدام المعدن يولد قدرا كبيرا من الحرارة ويقلل بالتالي من الكفاءة.
وقد تم البحث لفترة أطول البطاريات دائم عملية مستمرة منذ سنوات. وقد بدأ الباحثون الآن لاستخدام تكنولوجيا النانو لتكنولوجيا البطاريات. وقد استخدمت تقنيات mPhase في التكتل مع جامعة روتجرز ومختبرات بيل المواد النانوية لتغيير السلوك ترطيب السطح حيث السائل في البطارية يكمن في نشر قطرات السائل على أكبر مساحة على السطح، وبالتالي مزيدا من السيطرة على حركة قطرات. وهذا يعطي المزيد من السيطرة إلى المصمم للبطارية. هذا التحكم يمنع ردود الفعل في البطارية عن طريق فصل السائل الكهربائي من القطب الموجب والسالب للبطارية عندما لا تكون قيد الاستعمال والانضمام إليها عندما تكون البطارية في حاجة إلى استخدام.
التطبيقات الحرارية هي أيضا من التطبيقات المستقبلية nanothechonlogy خلق نظام انخفاض تكلفة التدفئة والتهوية وتكييف الهواء، وتغيير التركيب الجزيئي لتحسين إدارة درجة الحرارة.
الاستماع
قراءة صوتية للكلمات
القاموس - عرض القاموس المفصل.
نص مائل== الفوائد الاقتصادية ==
إن للاتجاه الحديث لاستخدام تقانة النانو في الحصول على الطاقة ونقلها وتخزينها آثار اقتصادية إيجابية على المجتمع. ويعتبر التحكم في المواد في المنتجات الاستهلاكية الذي توفره تقانة النانو للعلماء وللمهندسين أحد أهم مزايا تقانة النانو مما يمكّن من تطوير فعالية المنتجات بشكل كبير.
ويعتبر نقص الفعالية الناجم عن توليد الحرارة بشكل مرافق للعمليات من المواضيع الهامة في عمليات توليد الطاقة الحالية. ومن الأمثلة الشائعة على ذلك الحرارة المتولّدة عن محرك الإحراق الداخلي، حيث يفقد حوالي 64% من الطاقة المولَّدة عن البنزين على شكل حرارة، وأي تحسين على ذلك قد يكون مكلفاً اقتصادياً بشكل كبير. وكذلك فقد ثبت أن تطوير محرك الإحراق الداخلي من هذه الناحية دون التأثير على الأداء سيكون صعباً جداً. بينما يكون استخدام تقانة النانو في تطوير فعالية خلايا الوقود مقبولاً أكثر وذلك عبر استخدام حفازات مصممة جزيئياً وأغشية البوليمر وتخزين محسّن للوقود.
حتى تعمل خلية الوقود فهناك حاجة لمتغيّر خاص من الهيدروجين، حفّاز من المعادن الثمينة (عادة يستخدم البلاتينيوم وهو مكلف جداً) وذلك لفصل الالكترونات عن البروتونات في ذرات الهيدروجين. ولكن الحفّازات من هذا النوع تكون حسّاسة بشكل كبير لردود فعل أول أكسيد الكربون. وللتغلب على هذا يستخدم الكحول أو المركبات الهيدروكربونية لخفض تركيز أول أكسيد الكربون في النظام. مما يضيف كلفة إضافية على الجهاز. باستخدام تقانة النانو يمكن تصميم الحفّازات عبر عمليات التصنيع النانوي بشكل مقاوم أكثر لردود فعل أول أكسيد الكربون مما يزيد من فعالية العملية ويمكن تصميمه باستخدام مواد أقل تكلفة مما ينقص من التكلفة بشكل عام.
تحتاج خلايا الوقود المصممة حالياً من أجل وسائل النقل زمن إقلاع سريع يلبي حاجة المستهلك العملية. وهذه العملية تضع ضغطاً كبيراً على أغشية البوليمر المكهرلة التقليدية مما ينقص من دورة حياة الأغشية بحيث تحتاج إلى استبدال دوري. باستخدام تقانة النانو يستطيع المهندسون إيجاد أغشية بوليمر تدوم لوقت أطول مما يقدم حلاً مناسباً لهذه المشكلة. وكذلك فإن أغشية البوليمر المقيّسة بحجم النانو تكون فعّآلة أكثر من حيث الناقلية الأيونية، مما يزيد من فعالية النظام وينقص من الزمن اللازم لاستبدال الأغشية وبالتالي ينقص التكلفة.
وهناك مشكلة أخرى تتعلق بخلايا الوقود المعاصرة وهي تخزين الوقود. ففي حالة خلايا الوقود الهيدروجينية فإن تخزين الهيدروجين على شكل غاز وليس سائل يزيد الفعالية بحوالي 5%. ولكن المواد المتوفرة حالياً تحدّ من تخزين الوقود بشكل كبير بسبب انخفاض التسامح في الضغط والتكاليف. وقد عمل العلماء على حل هذه المشكلة باستخدام مادة الستايرين دقيقة المسام (وهي مادة غير مكلفة نسبياً) والتي حين تبرّد بشكل كبير إلى حوالي -196o درجة سلسيوس تبقى بشكل طبيعي على ذرات الهيدروجين وتحرر الهيدروجين للاستخدام عندما تسخّن ثانية.

## المكثفات: آنذاك والآن
يعمل العلماء والمهندسون منذ عقود على جعل الحواسب أصغر حجماً وأكثر فعالية. تعدّ المكثفات عناصر أساسية من الحواسب. المكثفة هي جهاز مكوّن من زوج من المساري يفصلها عازل عن بعضها البعض وكل منها يخزّن شحنة معاكسة. تخزّن المكثفة شحنة عندما يتم إزالتها من الدارة الموصولة إليها، وتحرر الشحنة عندما يتم إعادتها إلى الدارة. وتعتبر المكثّفات أفضل من البطّاريات بحيث أنها تحرر شحنتها بشكل أسرع من البطّاريات.
تتألف المكثّفات التقليدية المعدنية من أسطح معدنية رقيقة ناقلة مفصولة عن بعضها بعازل كهربائي ومن ثم تكدّس أو تلف وتوضع في غلاف. مشكلة هذا النوع من المكثّفات التقليدية أنها تحد من صغر حجم الحاسب الذي يمكن للمهندس تصميمه. وكحل لهذه المشكلة انتقل العلماء والمهندسون إلى استخدام تقانة النانو.
باستخدام تفانة النانو عمل الباحثون على تطوير ما أسموه «المكثفات الدقيقة» (بالإنجليزية: Ultracapacitors)‏، وهو مصطلح عام يصف المكثّفات التي تحتوي على مكونات نانوية. وهناك أبحاث كثيرة حول المكثّفات الدقيقة بسبب كثافتها الداخلية العالية، وحجمها الصغير، ووثوقيتها، وسعتها العالية. وهذا النقص في الحجم يزيد من إمكانية تطوير حواسب ودارات أصغر حجماً. وكذلك فإن للمكثّفات الدقيقة القدرة على دعم البطّاريات في السيارات الهجينة عبر تأمين كمية كبيرة من الطاقة خلال تسارع الذروة، مما يسمح للبطّاريات بتأمين الطاقة لوقت أطول أثناء القيادة بسرعة ثايتة على سبيل المثال. وهذا من شأنه أن ينقص من حجم ووزن البطّاريات الكبيرة المستخدمة في السيارات الهجينة وكذلك تخفيف الحمل عن البطّارية، لكن استخدام المكثّفات الدقيقة والبطّاريات معاً يعدّ مكلفاً بسبب الحاجة إلى إلكترونيات تيار مستمر DC إضافية لتنسيق العمل بينهما.
يعدّ الايروجيل الكربوني دقيق المسام أحد المواد التي يتم استخدامها في تصميم المكثّفات الدقيقة، فهو يملك مساحة سطح داخلي كبيرة ويمكن تعديل خواصه عبر تغيير قطر المسام وتوزعها مع إضافة فلزات قلوية بحجم النانو لتعديل ناقليتها.
وكذلك تعد أنابيب النانو الكربونية مادة أخرى يمكن استخدامها في المكثّفات الدقيقة. تصنّع أنابيب النانو الكربونية عبر تبخير الكربون ومن ثم تكثيفه على سطح. وعند تكثيف الكربون يشكّل أنبوباً دقيقاً بحجم النانو مكوّن من ذرات الكربون. ولهذا الأنبوب مساحة سطح كبيرة مما يزيد من كمية الشحنة التي يمكن تخزينها. ويجري البحث حالياً حول الوثوقية المنخفضة والكلفة العالية النتجة عن استخدام أنابيب النانو الكربونية في المكثّفات الدقيقة.
في دراسة حول المكثّفات الدقيقة أو المكتّفات الكبيرة قام باحثون من جامعة Sungkyunkwan في جمهورية كوريا بدراسة إمكانية زيادة سعة المساري عبر إضافة ذرات الفلور إلى جدران أنابيب النانو الكربونية. كما ذُكر سابقاً، تُعدّ أنابيب النانو الكربونية شكل متزايد من المكثّفات بسبب استقرارها الكيميائي الكبير، ناقليتها العالية، كتلتها الخفيفة ومساحة سطحها الكيبرة. قام الباحثون بإضافة الفلور إلى أنابيب النانو الكربونية أحادية الجدار (SWCNTs) عند درجة حرراة عالية لربط ذرات الفلور إلى الجدران. وتقوم ذرات الفلور المضافة بتغيير الأنابيب النانوية غير القطبية لتصبح جزيئات قطبية. ويمكن أن يُعزى ذلك إلى نقل الشحنة من الفلور. هذا ينشئ طبقات ثنائي القطب - ثنائي القطب على طول جدران الأنابيب النانوية الكربونية. وبمقارنة الأنابيب التي تم إضافة الفلوين إليها مع الأنابيب في حالتها العادية يظهر اختلاف في السعة. وقد قُرر أن الأنابيب التي تم إضافة الفلور إليها مفيدة في تصنيع المساري في المكثفات الكهربائية ولتحسين قابلية ترطيبها باستخدام الكهرل المائي، مما يعزز الأداء العام للمكثّفات الكبيرة supercapacitors. بينما جلبت هذه الدراسة مثالاً أكثر كفاءة من المكثفات، لا يعرف إلا القليل عن هذه المكثّفات الجديدة، ويُفتقر إلى تحليل واسع النطاق يكون ضرروياً لأي إنتاج ضخم، ويكون تحديد شروط الإعداد مهمة شاقة للوصول إلى المنتج النهائي.

## نظرية السعة
إن فهم المبدأ النظري للسعة قد يساعد في فهم استخدام تقانة النانو كأداة قوية في تصميم مكثّفات ذات قدرة تخزين أعلى للطاقة. إن سعة المكثّف (C) أو كمية الطاقة المخزّنة تساوي كمية الشحنة (Q) المخزّنة في كل سطح مقسومة على الجهد (V) بين السطحين. وكتمثيل آخر للسعة (C) أنها تقريباً تساوي سماحية العازل(ε) مضروبة بمساحة الأسطح (A) مقسومة على المسافة بينهم (d). وبذلك فإن السعة تتناسب طرداً مع مساحة الأسطح الناقلة، وتتناسب عكساً مع المسافة بين الأسطح.
باستخدام أنابيب النانو الكربونية كمثال، والتي من خواصها أنها تملك مساحة سطح كبيرة لتخزين الشحنة وبما أن السعة (C) تتناسب مع مساحة السطح الناقل (A)، يصبح من الواضح أن استخدام مواد بحجم النانو ذات مساحة سطح كبيرة يكون مناسباً جداً لزيادة السعة. ومن ناحية أخرى وبما أن السعة (C) تتناسب عكساً مع المسافة بين الأسطح (d)، فإن استخدام أسطح نانوية كأنابيب النانو الكربونية المصنّعة وفق تقنيات النانو يتيح إمكانية إنقاص المسافة بين الأسطح والذي من شأنه أيضاً زيادة السعة.

## اقرأ أيضاً
- خلية وقود
- المكثف
- الطاقة
- تقنية النانو